# 大渡ダム
大渡ダム（おおどダム）は、高知県吾川郡仁淀川町、一級河川仁淀川に建設されたダムである。
国土交通省四国地方整備局が管理を行う国土交通省直轄ダムであり、仁淀川水系の治水と高知県への利水を目的とした特定多目的ダム法に基づく特定多目的ダムとして建設された、高さ96メートルの重力式コンクリートダム。ダムによって形成された人造湖は、茶霧湖（さぎりこ）と命名された。

## 概要
高知県を流れる仁淀川の流域では農業・工業用水の不足や、洪水の頻発といった課題が生じていた。そのため、国直轄による河川改修事業が実施されることとなり、治水・利水双方の目的から大渡ダムの建設が計画され、1986年（昭和61年）に完成した。
ダムに隣接して大渡ダム管理所が設置されており、9時から17時の間ダムカードの配布を行っている。

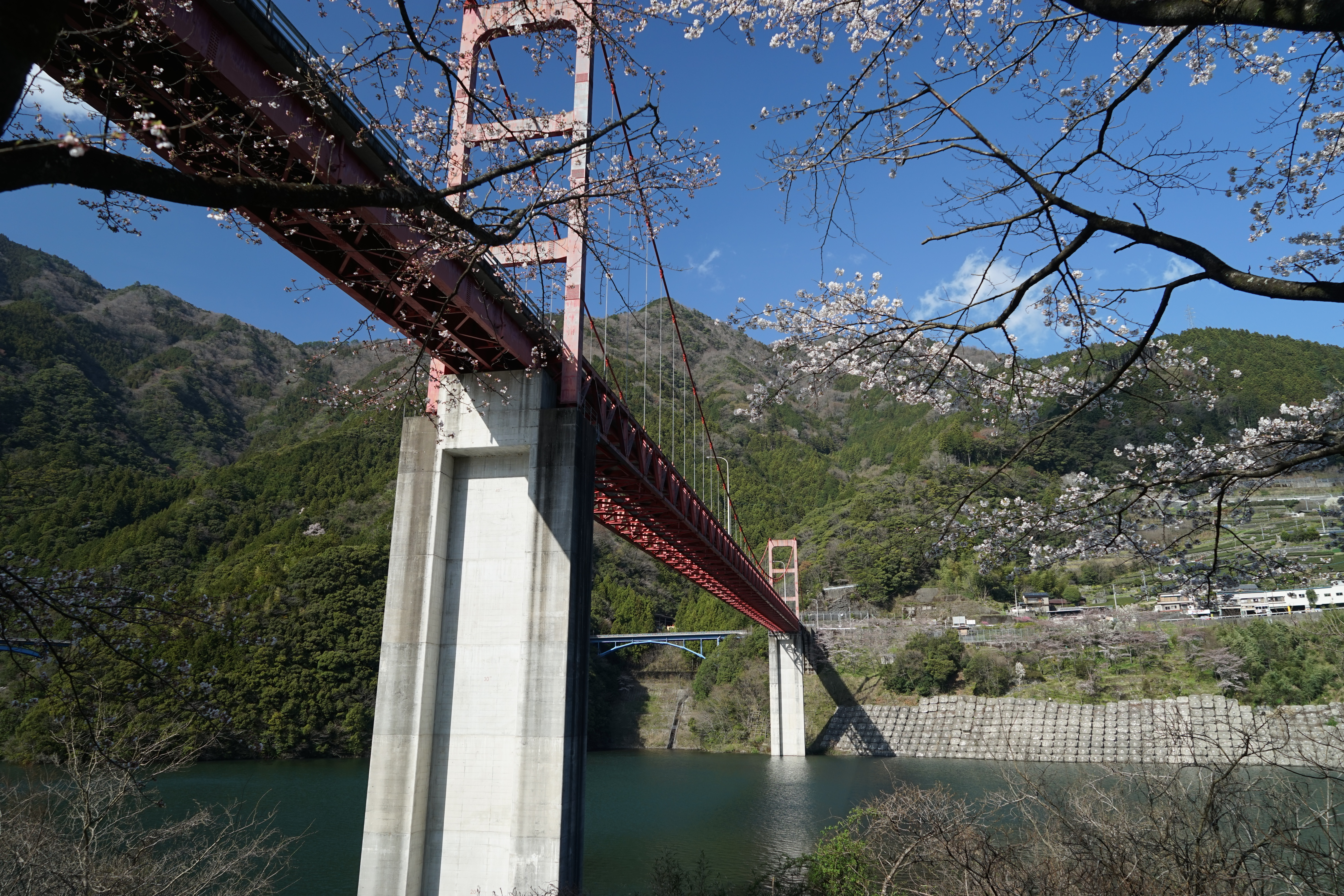
茶霧湖に架かる大渡ダム大橋

## アクセス
四国旅客鉄道（JR四国）土讃線佐川駅より車で約40分。